# نقاشی لوفتل

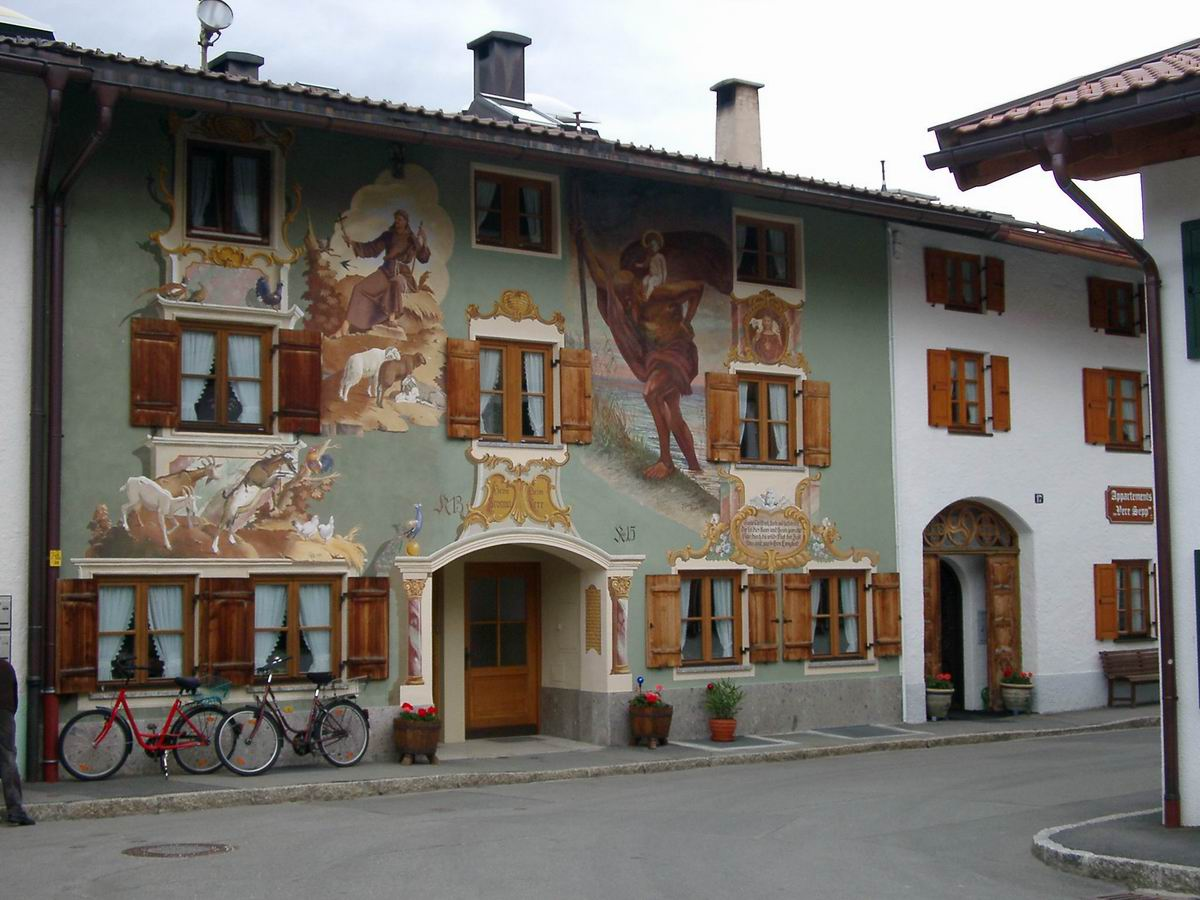
میتن‌والد، خیابان Ballenhausgasse شماره ۱۳/۱۵

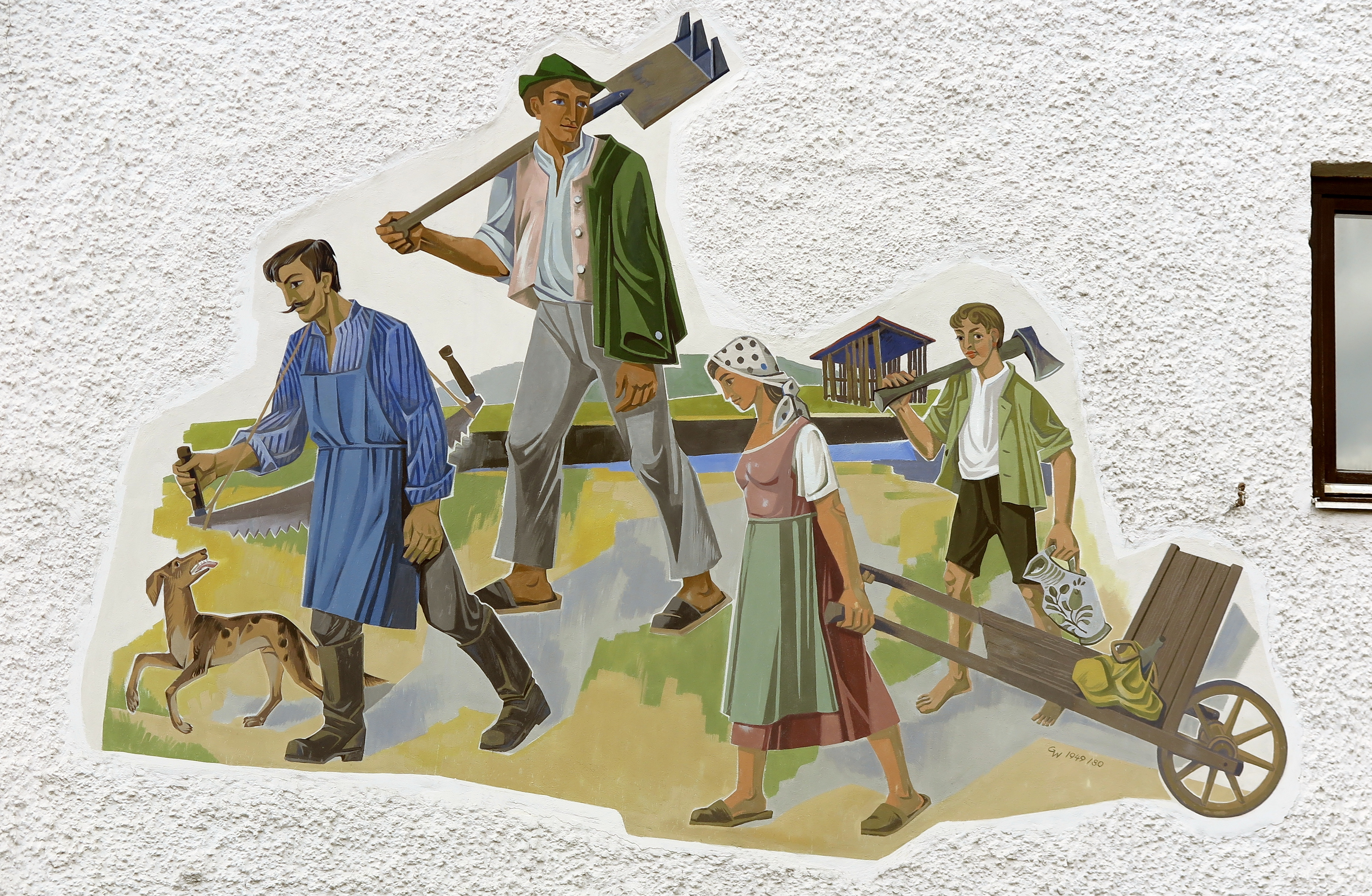
نقاشی لوفتل که کارگران پوده (سال ۱۹۴۸) را نشان می‌دهد

نقاشی لوفتل (آلمانی: Lüftlmalerei) نوعی هنر نقاشی دیواری است که بومی روستاها و شهرهای جنوب آلمان و اتریش، به ویژه در بایرن علیا (وردنفلسر لند) و تیرول است.
منشأ این اصطلاح مورد بحث است، اما ممکن است از نام خانهٔ هنرمند نماسازی ساختمان‌ها به این سبک، یعنی فرانتس سراف زوینک (۱۷۴۸–۱۷۹۲) گرفته شده باشد. او اهل اوبرآمرگاو یود خانه‌اش «تسوم لوفتل» نام داشت.

## سبک
نقاشی لوفتل یک نوع محبوب و عامیانه از نوع فریب چشم از دوره باروک است و عناصر معماری را تقلید می‌کند. همانند «معماری عالی»، این هنر نیز شامل کتیبه‌های تصویری، آینه‌ها و زمینه‌ها می‌شود. موضوعات آن از قدیسان حامی خانه‌ها یا نمادهای خانه گرفته تا بازنمایی داستان‌های کتاب مقدس و نقوش کلاسیک هنر دهقانی از زندگی روزمره روستایی تا شکار را شامل می‌شود. پرچم‌هایی با شعارهای مختلف رایج هستند و ساعت آفتابی نیز عنصر محبوبی است.
این نقاشی‌ها با استفاده از تکنیک فرسکو بر روی گچ آهک تازه اعمال می‌شوند، به طوری که رنگ‌ها در یک واکنش شیمیایی با گچ سیلیسی‌شده می‌شوند و بنابراین نقاشی‌ها می‌توانند برای مدت طولانی باقی بمانند. امروزه از سایر مواد نقاشی مقاوم در برابر آب و هوا نیز استفاده می‌شود.

## نمونه‌های معماری

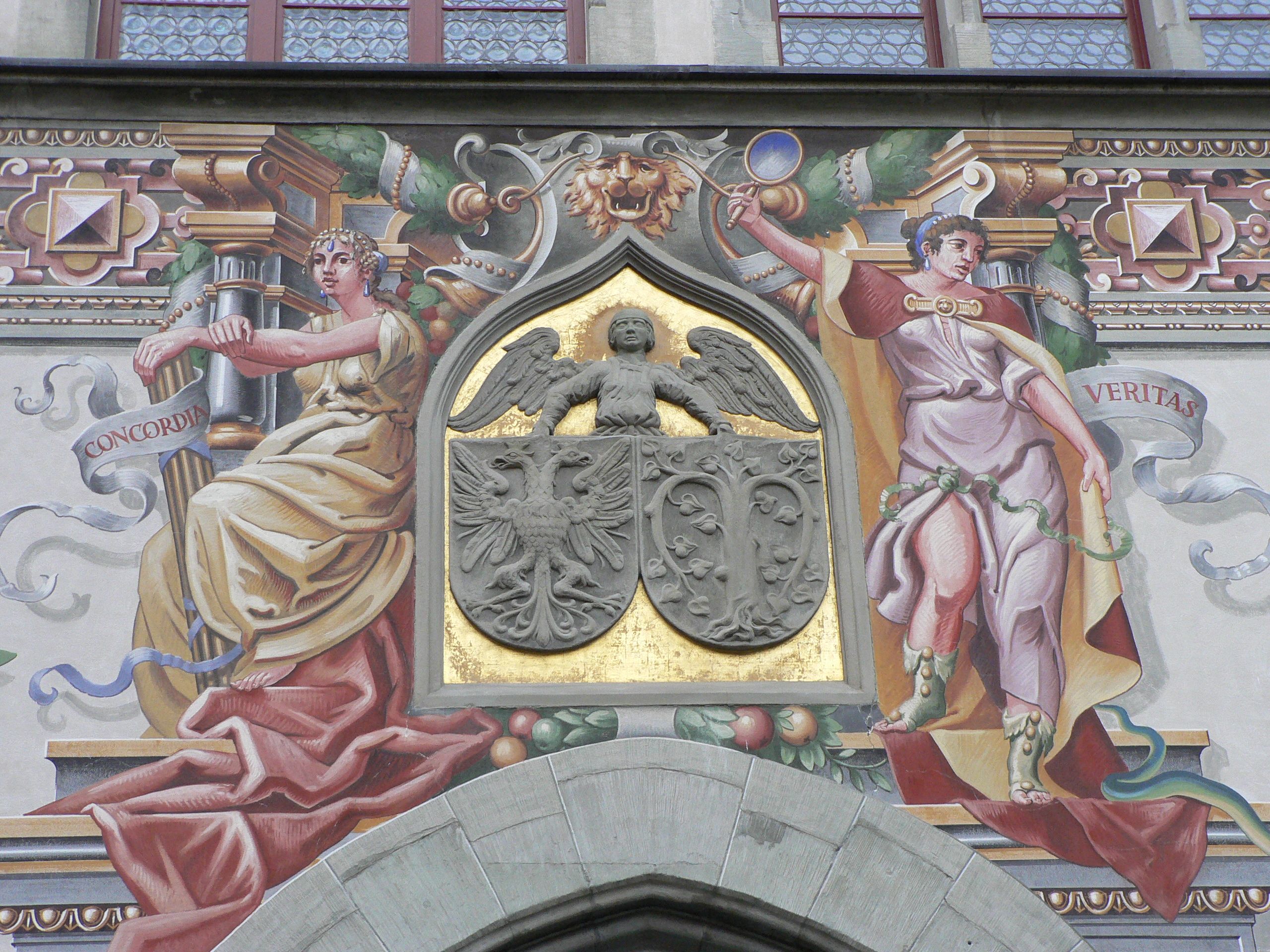
درگاه شهرداری در لینداو (بودن‌زه)
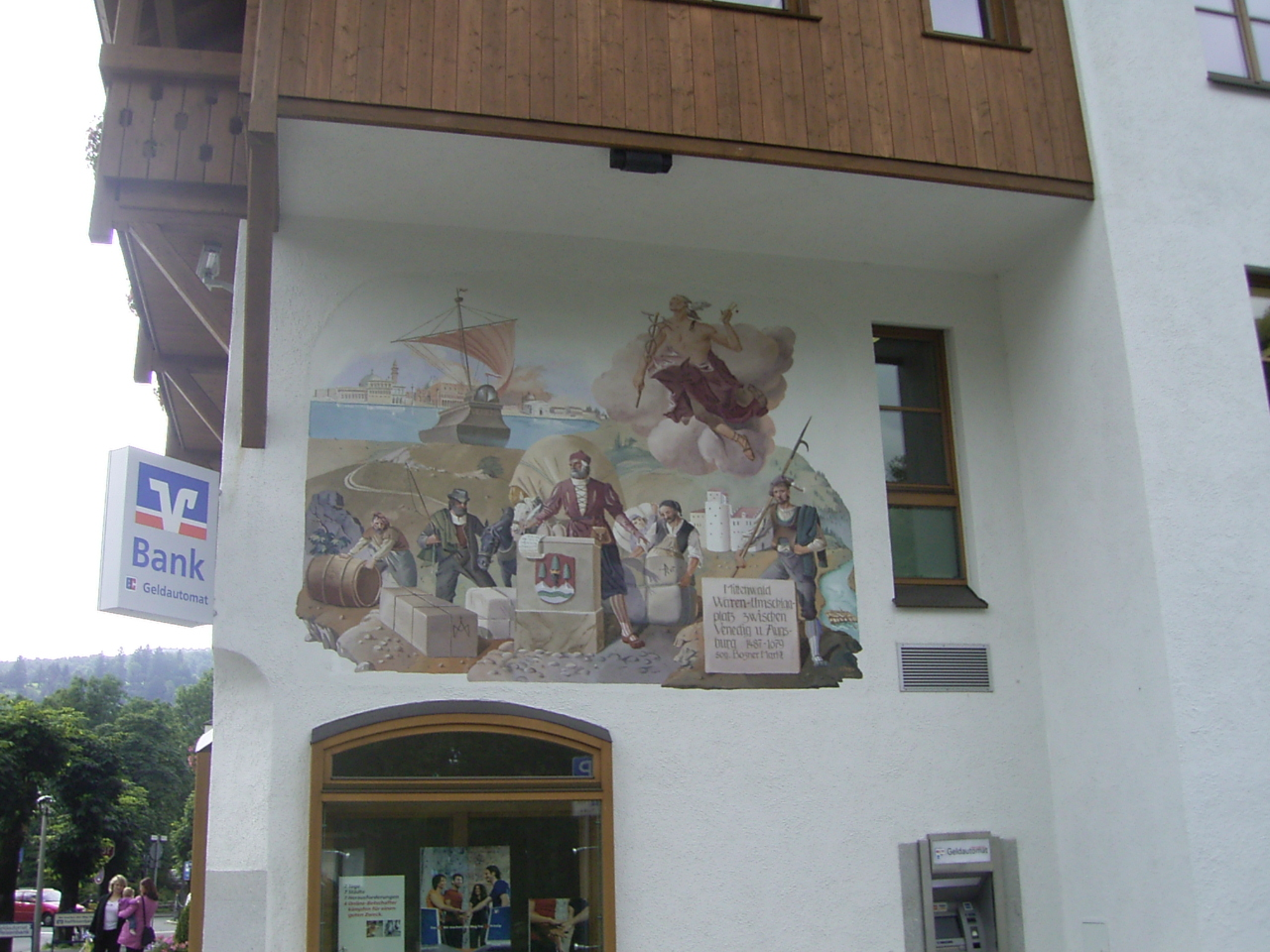
میتن‌والد
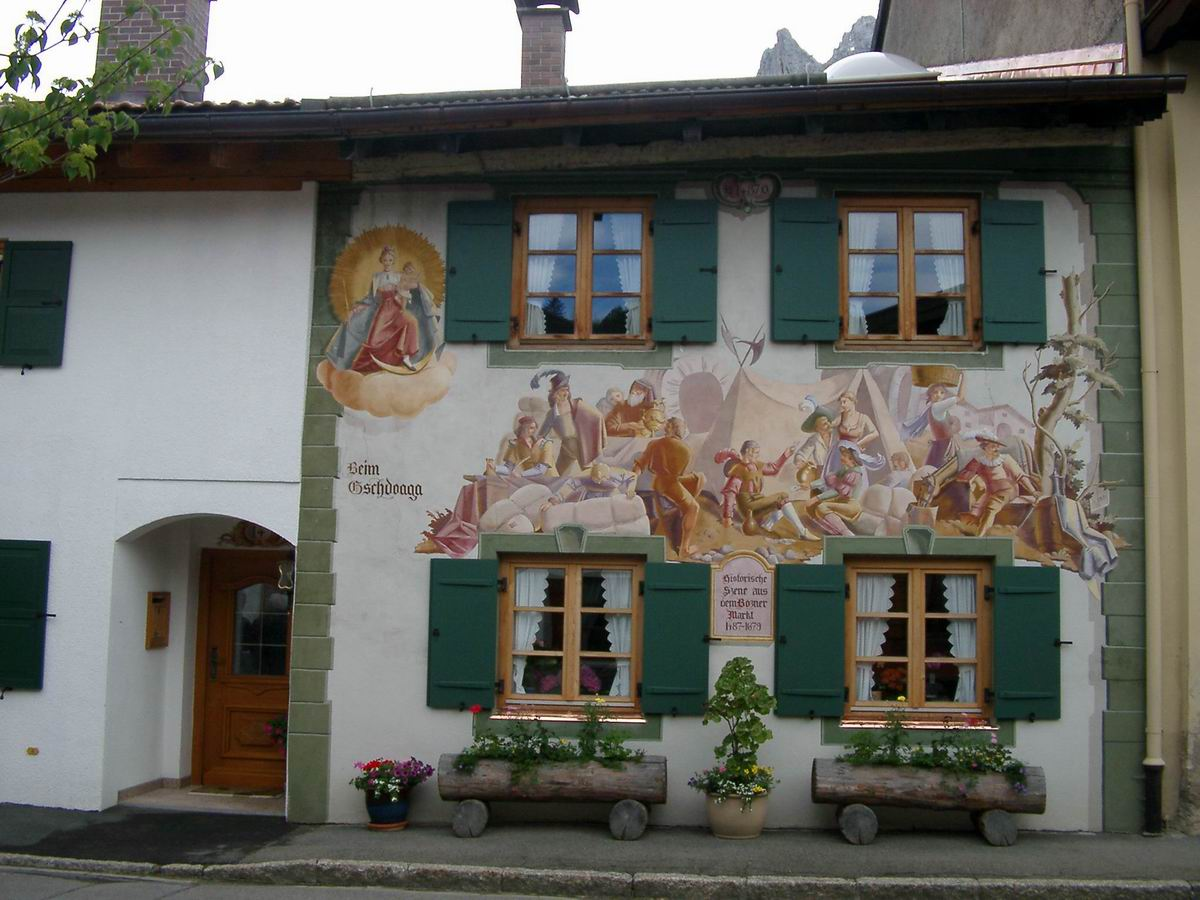
میتن‌والد، خیابان Ballenhausgasse شماره ۱۲، Beim Gschdoaga
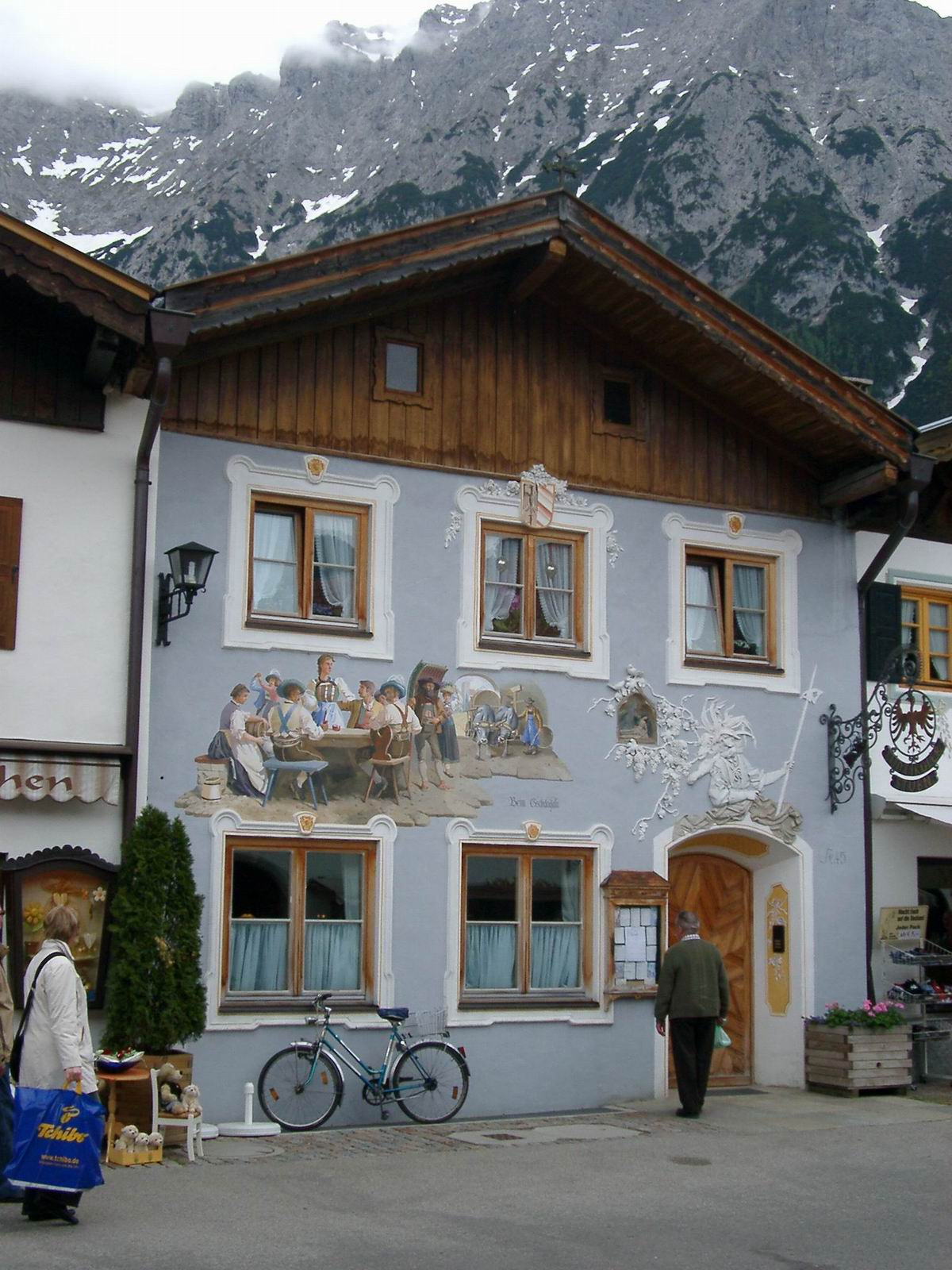
میتن‌والد, اُبرمارکت، شماره ۴۵، Südtiroler Stubn
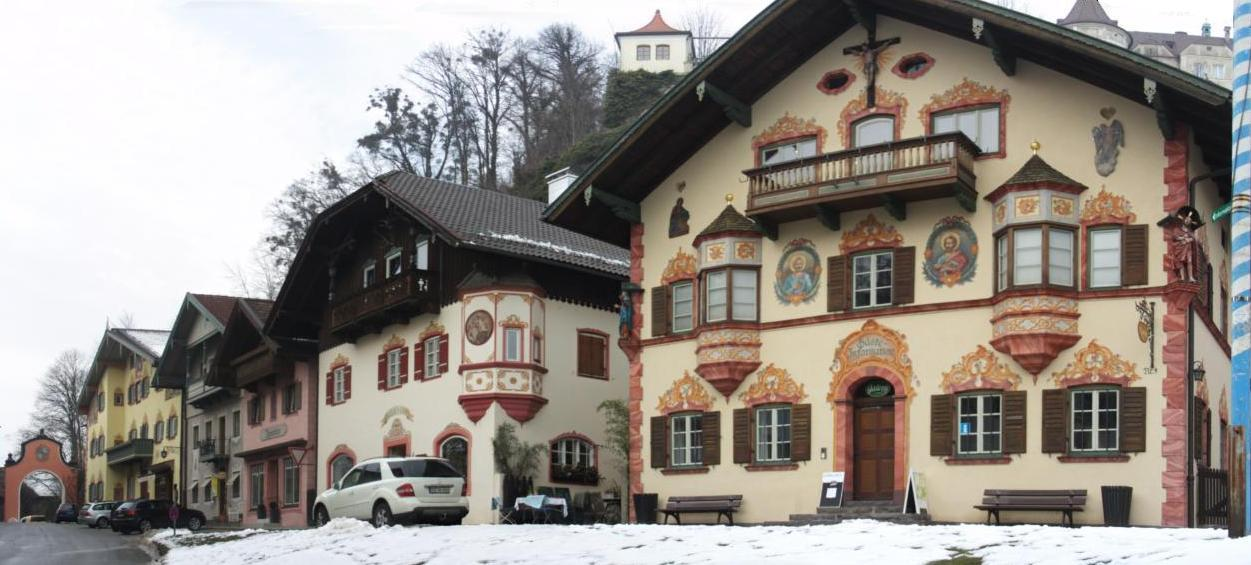
میدان بازار نوی‌بویرن، شهرستان روزن‌هایم
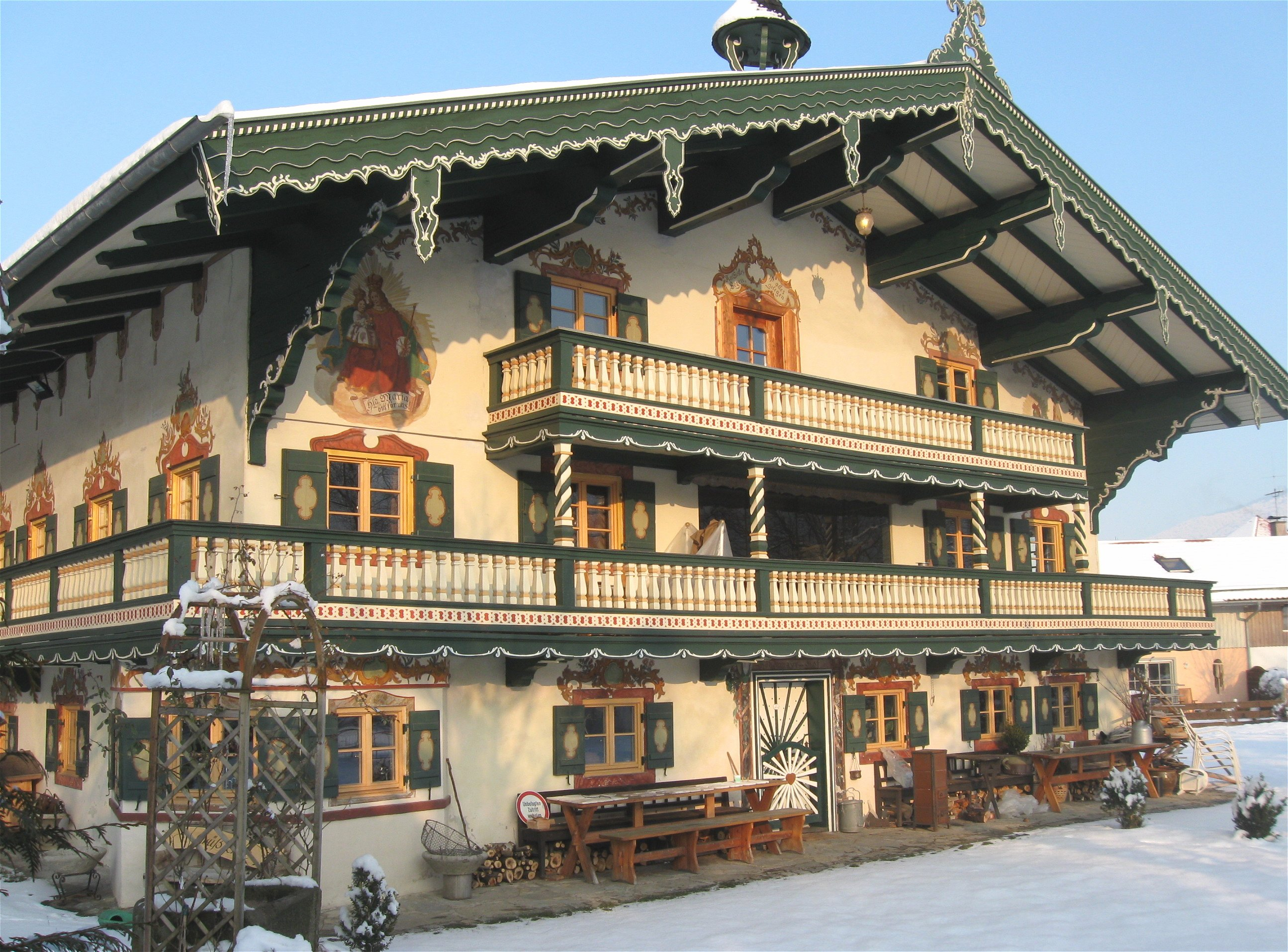
کیفرس‌فلدن،  باورن‌هاوس
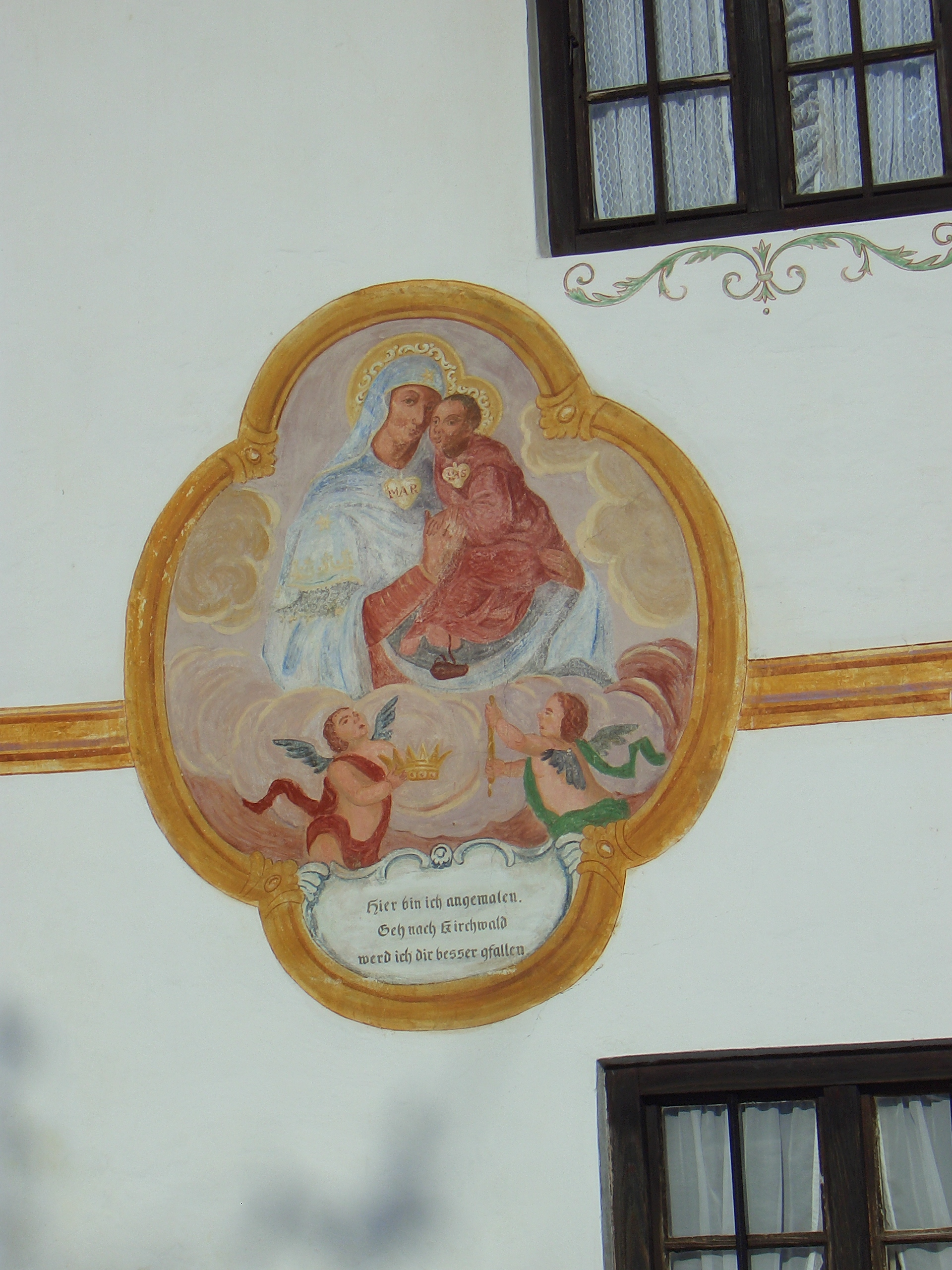
زامربرگ،  باورن‌هاوس
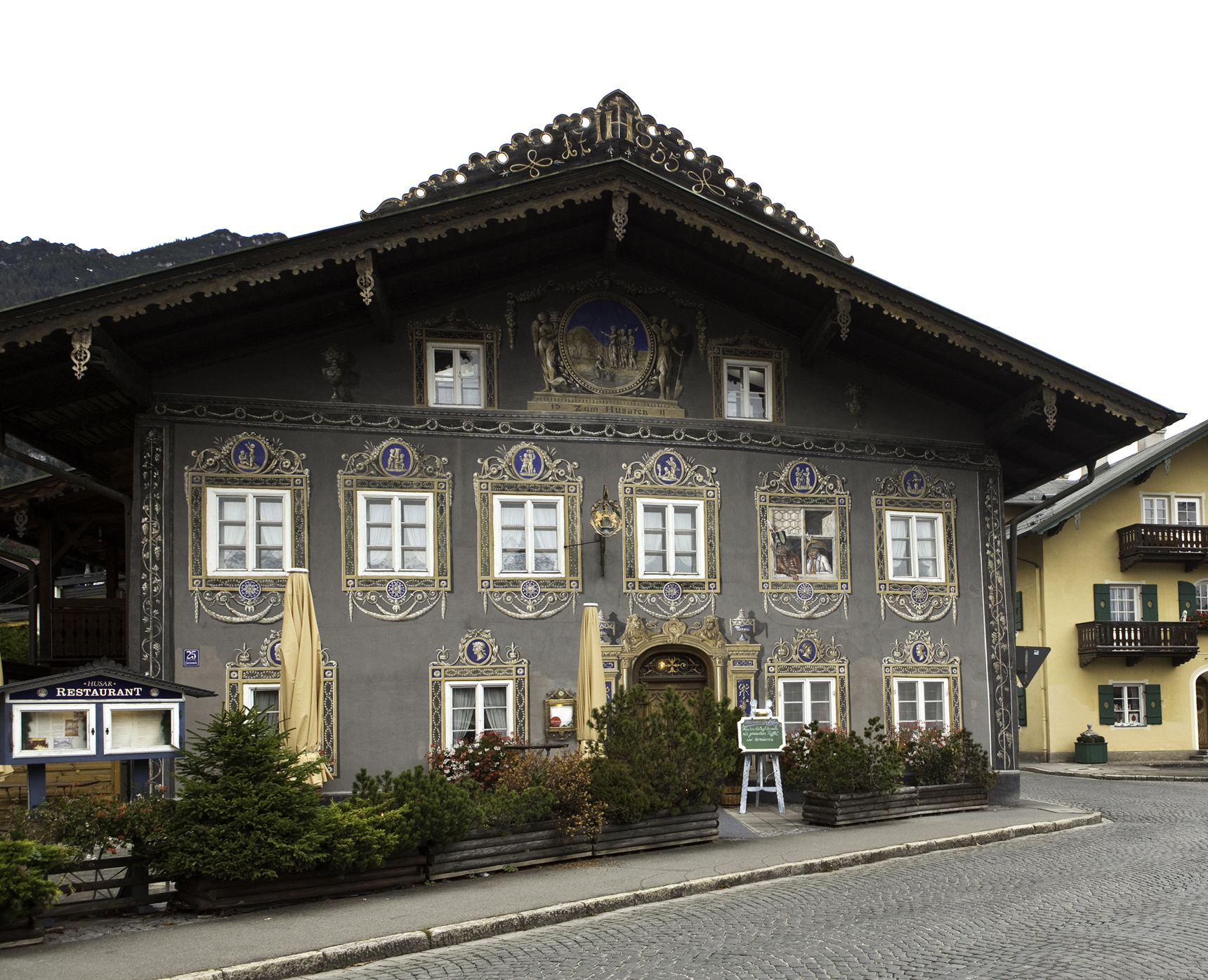
Garmisch-Partenkirchen, هاوس تسوم هوزارن
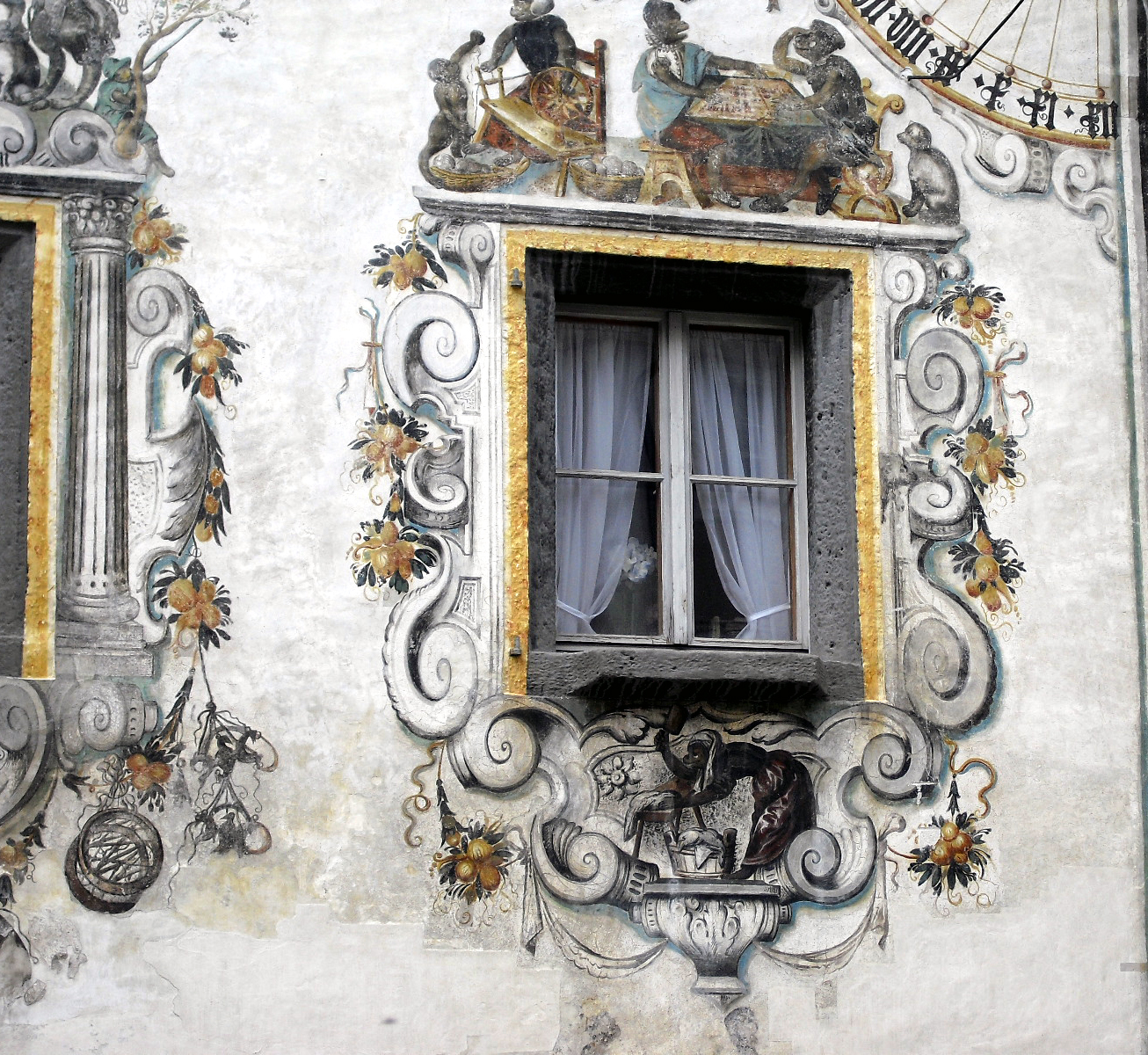
برشتس‌گادن،  هیرش‌هاوس
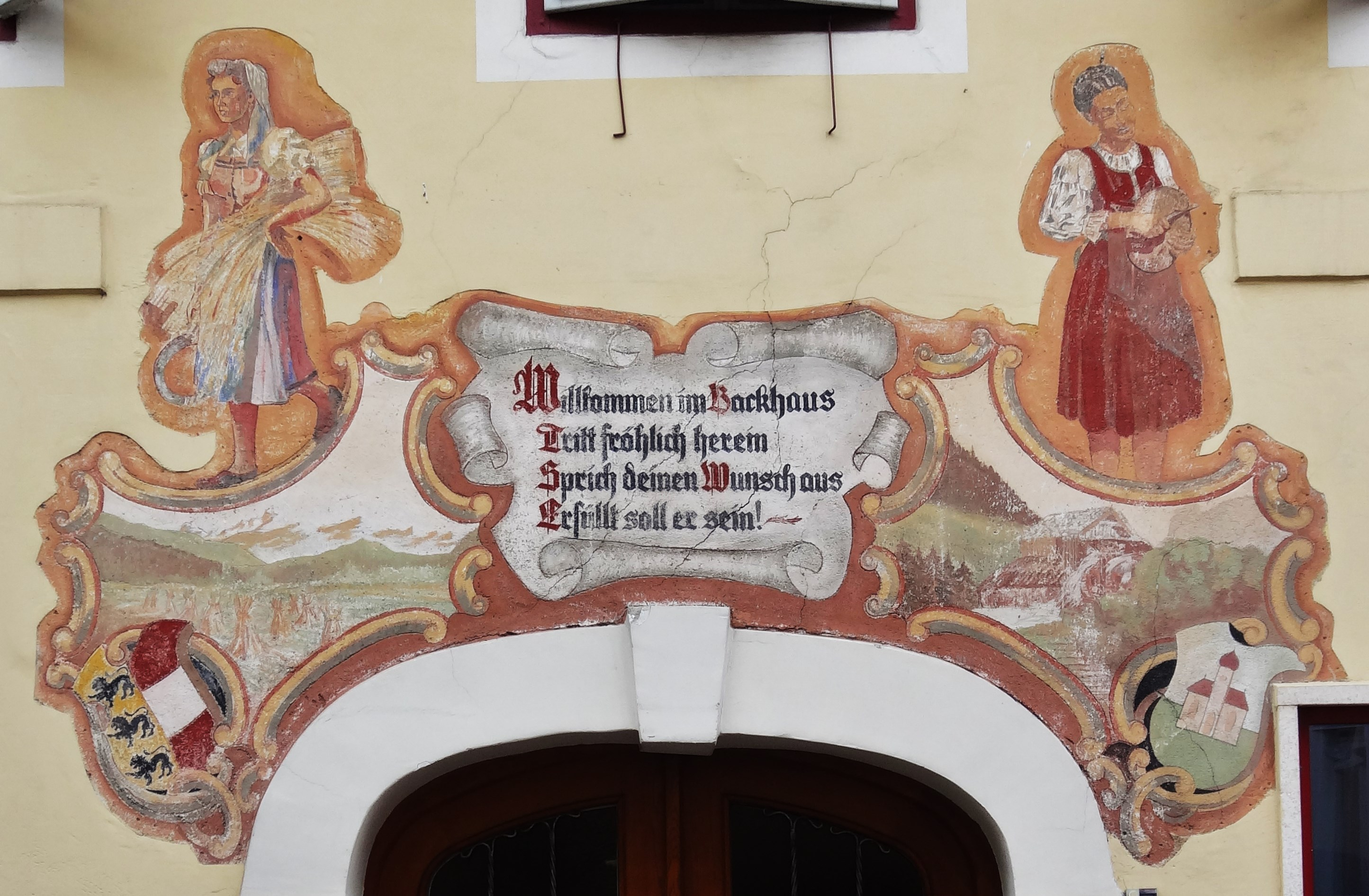
فلدکیرشن این کرنتن، نقاشی بالای ورودی یک نانوایی قدیمی
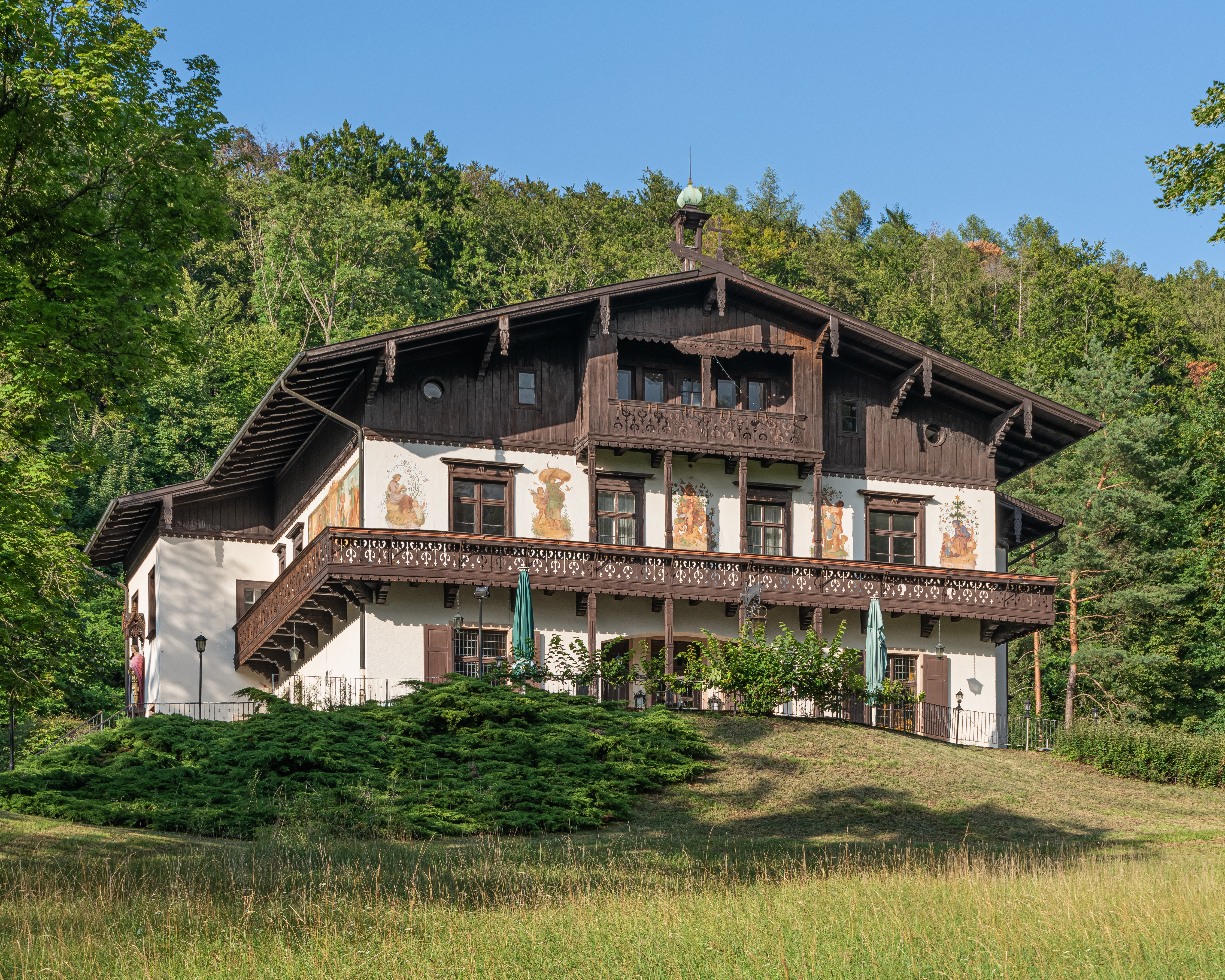
باد لبین‌اشتاین، ویلا فئودورا
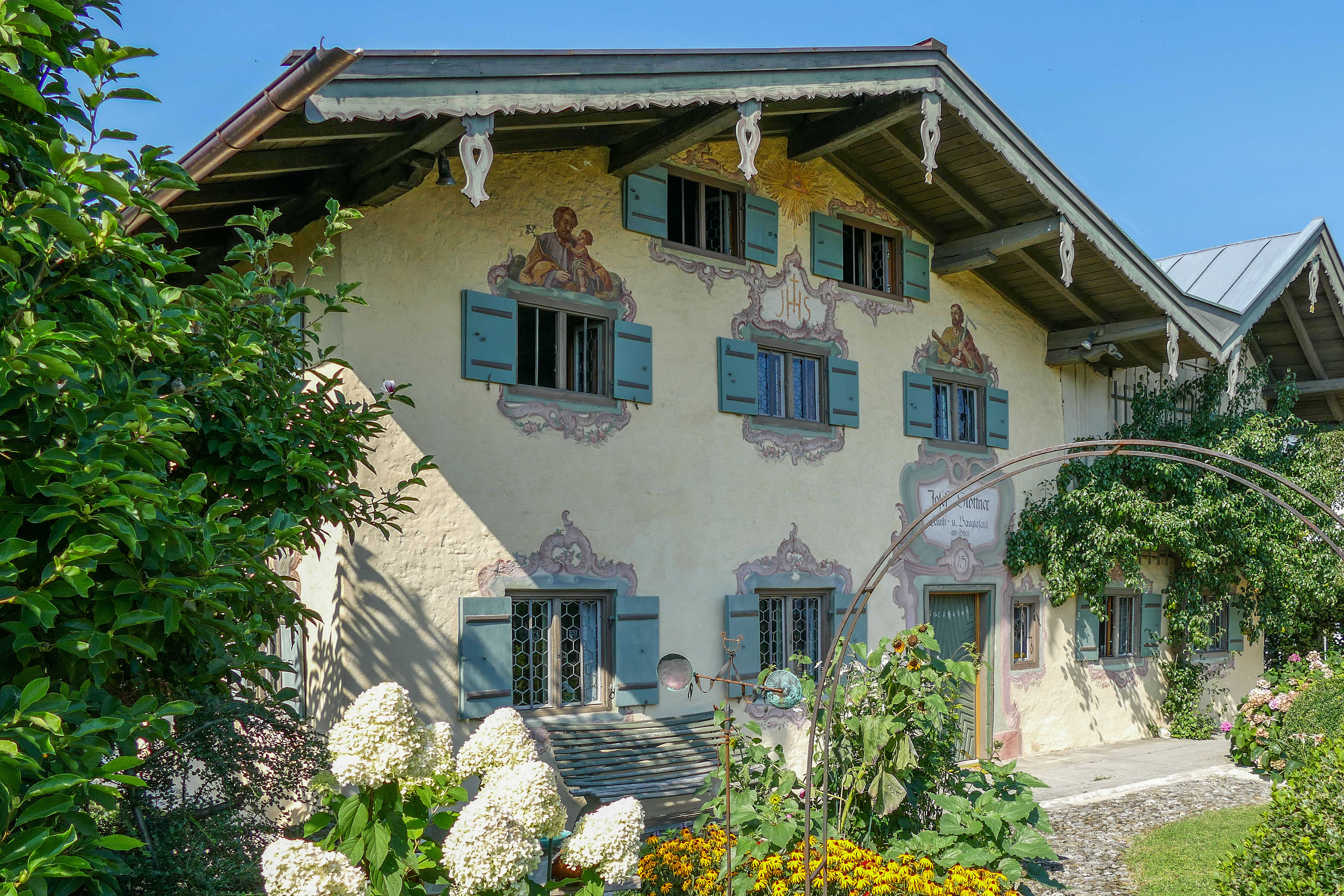
خانه اشتتنر در پرین آم خینزی، روستای «آم گریس»